# Echzell

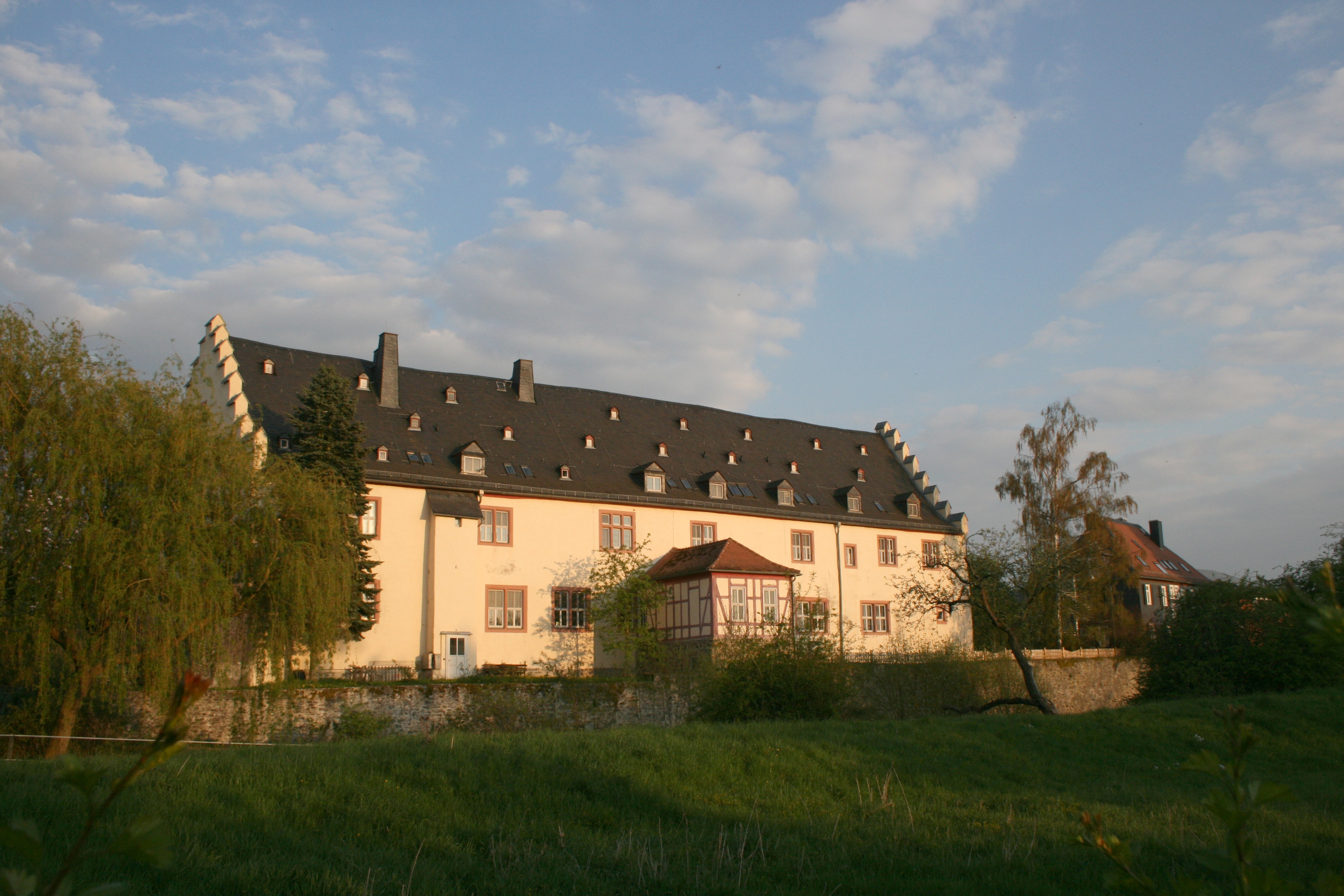
Schloss Bingenheim

Echzell es un municipio en el distrito de Wetterau, en Hessen, Alemania. Su superficie es de 37,61 kilómetros cuadrados, su población de 5600 habitantes (2012) y la densidad de la población de 157 habitantes/km². La composición de la corporación municipal es de 17 concejales de la SPD, 7 de la CDU y 5 independientes.
Fue uno de los fuertes romanos de una de las mayores unidades del Limes Germánico-rético, como muestran restos arqueológicos.